# Las Adobas
Las Adobas es un despoblado medieval en el término municipal de Cabra, (provincia de Teruel).

## Historia e historia
Formó parte de la Encomienda de Montalbán de la Orden de Santiago.
Es mencionado como Adovas en "Rationes decimarum Hispaniae (1279-80): Aragón y Navarra":

Item pro primitia de Adovas, Scuita, si Plou, Castiel de Quatro Dinieros.